# Patricya Travassos
Patrícia de Resende Travassos, mais conhecida como Patricya Travassos (Rio de Janeiro, 1 de maio de 1955) é uma atriz, apresentadora, roteirista, escritora e compositora brasileira.

## Biografia
Começou a carreira na década de 1970, no grupo de teatro Asdrúbal Trouxe o Trombone, ao lado de Regina Casé, Luís Fernando Guimarães, Perfeito Fortuna e Evandro Mesquita, criando e atuando nas peças Trate-me Leão e Aquela Coisa Toda. Na década de 1980, compôs canções e dirigiu os espetáculos da banda de rock Blitz e para outros cantores, como a banda Sempre Livre. Entrou na Rede Globo em 1980 e, durante quatro anos, criou e escreveu Armação Ilimitada, além de ter sido roteirista de TV Pirata, Delegacia de Mulheres, Vida ao Vivo Show, da minissérie Sex Appeal e da telenovela Olho no Olho.
Como atriz, participou de diversas telenovelas da Rede Globo como Brega & Chique (1987), Bebê a Bordo (1988), Vamp (1991), A Próxima Vítima (1995) e As Filhas da Mãe (2001). No teatro, atuou nas peças A Partilha, de Miguel Falabella; Capital Estrangeiro, de Silvio de Abreu; No Escurinho do Cinema, de Luís Carlos Góes; e em 5 x Comédia. No cinema, participou de roteiros de filmes como Lua de Cristal (1990), de Tizuka Yamasaki; O Mentiroso (1988), de Werner Schünemann, e vencedor no Festival de Brasília; Lili, a Estrela do Crime (1988), de Lui Farias; A Hora Mágica (1998), de Guilherme de Almeida Prado; e Xuxa Gêmeas (2006), de Jorge Fernando. Seu primeiro livro chama-se Esse Sexo é Feminino, coeditado pelas editoras Símbolo e O Nome da Rosa. Entre 1997 e 2013 apresentou o programa Alternativa Saúde, no canal GNT ao lado de Cynthia Howlett, e foi cronista da revista Marie Claire. Em abril de 2007, Patricya aceitou o convite do autor Tiago Santiago para participar de Caminhos do Coração, nova telenovela das 22h da Record, que estreou no dia 28 de agosto. Patricya interpretou Irma Mayer, que vive um triângulo amoroso com os irmãos Aristóteles (André D'Biase) e Platão (Ricardo Petraglia), e disputará a herança dos dois após o assassinato do irmão deles, Sócrates (Walmor Chagas). Antes de Patricya, Marília Pêra também recebeu convite para o mesmo papel, porém decidiu renovar seu contrato com a Rede Globo. Em 2017, rodou dois filmes, sendo eles, Mulheres Alteradas com direção de Luis Pereira e Incompatível de Johnny Araújo. Na TV, participou do último episódio da série Cidade Invisível da TV Brasil, aparece na série inédita do Canal Viva, sobre a trupe Asdrúbal Trouxe o Trombone. e grava a terceira temporada da série do Multishow, Treme Treme como a síndica do prédio com estreia pra 2018.

## Vida pessoal
A atriz mudou seu nome de Patrícia para Patricya, por sua numerologia. Em 1977 começou namorar o ator e cantor Evandro Mesquita, amigo com quem se casou em 1980 e se separou em 1987. Logo após namorou por dois anos o diretor Euclydes Marinho, com quem teve um filho, Nicolau, nascido em 1989. Em 1995 começou a namorar o produtor polonês Diduche Worcman, com quem se casou em 1997 e faleceu em 2004. Em 2005 começou a namorar e se casou com o produtor musical Liminha, permanecendo com ele até 2009.

## Filmografia

### Televisão
| Ano           | Título                          | Personagem                                   | Notas |
| ------------- | ------------------------------- | -------------------------------------------- | --- |
| 1985          | Armação Ilimitada               | Bruxa                                        | Episódio: "A Bruxa" |
| 1987          | Brega & Chique                  | Mercedes Pinto                               | |
| 1988          | Bebê a Bordo                    | Ester Ladeira                                | |
| 1990          | Delegacia de Mulheres           | Tânia                                        | Episódio: "Por um Triz" |
| 1991          | Amazônia                        | Francisca                                    | |
| 1991          | Vamp                            | Mary Matoso                                  | |
| 1993          | Olho no Olho                    | Maria Eduarda Fragoso (Duda)                 | |
| 1994          | Você Decide                     | Drª. Margot                                  | Episódio: "O Transplante" |
| 1995          | A Próxima Vítima                | Solange Lopes                                | |
| 1996          | Vira Lata                       | Penélope Rocha (Pê)                          | |
| 1997–13       | Alternativa Saúde               | Apresentadora                                | |
| 1998–99       | Você Decide                     | Sueli / Cátia / Maria Paula / Carolina       | Episódio: "Seios Que Toquei" Episódio: "Meus Dois Fantasmas" Episódio: "Numa Sexta-Feira 13: Part 1 e 2" Episódio: "Oscar Matriz e Filial" |
| 2001          | As Filhas da Mãe                | Milagros Quintana                            | |
| 2002          | Os Normais                      | Simone                                       | Episódio: "Questionamentos Normais" |
| 2003          | A Grande Família                | Enfª. Neide                                  | Episódio: "Seu Floriano Amanheceu Pegando Fogo"                                                                                            |
| 2003          | Os Normais                      | Drª. Neide Arruda                            | Episódio: "Sonho de Uma Noite de Serão" |
| 2003          | Sítio do Picapau Amarelo        | Serena                                       | Episódio: "Rapunzel" |
| 2004          | Sob Nova Direção                | Ácassia                                      | Episódio: "Fast Food é o Que Interessa" |
| 2004; 2006    | A Diarista                      | Perua / Verna Camarotto / Sargentona / Luíza | Episódio: "Sua Excelência, o Ócio" Episódio: "Baixa Costura" Episódio: "Aquele do Quartel" Episódio: "Aquele da Pressa"                    |
| 2005          | A Lua Me Disse                  | Geórgia Bogari                               | |
| 2006–07       | Minha Nada Mole Vida            | Lívia                                        | |
| 2007          | Caminhos do Coração             | Irma Mayer                                   | |
| 2008          | Os Mutantes                     | Irma Mayer                                   | |
| 2010          | Ribeirão do Tempo               | Clorís Fortunato                             | |
| 2013          | Simplesmente Nova Família Trapo | Dona Gertrudes                               | Especial de fim de ano |
| 2014          | Milagres de Jesus               | Dália                                        | Episódio: "A Cura do Filho do Oficial do Rei"                                                                                              |
| 2014          | Vitória                         | Valéria Schiller                             | |
| 2015          | Acredita na Peruca              | Glorinha Vandervilha                         | Episódio: "Lembra Do Meu Nome" Episódio: "Os 7 Pecados De Glorinha"                                                                        |
| 2016          | Lili, a Ex                      | Teresa Motta (Tetê)                          | Episódio: "A Ex-Sogra" |
| 2016          | A Secretária do Presidente      | Madame Clecí                                 | |
| 2017          | Cidade Invisível                | Janete                                       | |
| 2017          | Asdrúbal Trouxe o Trombone      | Ela mesma                                    | Documentário |
| 2018–19       | Treme Treme                     | Maura Moura (Síndica)                        | Temporadas 3–4 |
| 2018          | A Vila                          | Geralda                                      | Temporada 2 |
| 2018          | Espelho da Vida                 | Edméia Ferraz (Grace)                        | |
| 2018          | Espelho da Vida                 | Maria da Graça Almeida (Graça)               | |
| 2019–presente | O Dono do Lar                   | Doralice                                     | |

### Internet
| Ano     | Título   | Cargo         |
| ------- | -------- | ------------- |
| 2015–16 | PatCanal | Apresentadora |

### Cinema
| Ano  | Filme                                  | Personagens                | Notas             |
| ---- | -------------------------------------- | -------------------------- | ----------------- |
| 1983 | O Segredo da Múmia                     | Vítima                     |                   |
| 1989 | Lili, a Estrela do Crime               | Rita                       |                   |
| 1990 | Lua de Cristal                         | —                          | Roteirista        |
| 1998 | O Mentiroso                            | Carolina                   |                   |
| 1999 | A Hora Mágica                          | Josefa Tibério             |                   |
| 2006 | Xuxa Gêmeas                            | Recepcionista do O Dourado | Também roteirista |
| 2007 | Podecrer!                              | Mãe de João                |                   |
| 2014 | A Farra do Circo                       | Ela mesma                  | Documentário      |
| 2016 | Minha Mãe É Uma Peça 2                 | Lúcia Helena Amaral        |                   |
| 2017 | TOC: Transtornada Obsessiva Compulsiva | Lídia Khalil               |                   |
| 2018 | Mulheres Alteradas                     | Ana Gomes                  |                   |
| 2019 | Minha Mãe é uma Peça 3                 | Lúcia Helena Amaral        |                   |
| 2022 | Incompatível                           | Helena                     |                   |
| 2022 | Esposa de Aluguel                      | Carlota Pereira            |                   |

## Teatro
| Ano     | Título                     | Personagem          |
| ------- | -------------------------- | ------------------- |
| 1977    | Trate-me Leão              | Regina              |
| 1980    | Aquela Coisa Toda          |                     |
| 1994    | Capital Estrangeiro        |                     |
| 1997    | No Escurinho do Cinema     | Vilma               |
| 2000–02 | 5X comédia                 | Várias personagens  |
| 2003–04 | Síndromes, Loucos como Nós | Várias personagens  |
| 2008–09 | Monstra                    |                     |
| 2012–14 | A Partilha                 | Selma               |
| 2018–19 | Aérea                      | Comissária de bordo |

## Ficha Técnica

### Como autora

#### Teatro
| Ano  | Titulo                                 |
| ---- | -------------------------------------- |
| 1981 | A Incrível História de Nemias Demutcha |
| 1985 | Entre Hoje e Amanhã                    |

#### Televisão
| Ano     | Titulo                |
| ------- | --------------------- |
| 1985–88 | Armação ilimitada     |
| 1990–92 | TV Pirata             |
| 1990    | Delegacia de Mulheres |
| 1993    | Sex Appeal            |
| 1993    | Olho no Olho          |
| 1998–99 | Vida ao Vivo Show     |

## Discografia
| Ano  | Canção                       | Artista          | Notas                                                |
| ---- | ---------------------------- | ---------------- | ---------------------------------------------------- |
| 1982 | "Volta ao Mundo"             | BLITZ            | com Evandro Mesquita, Chacal                         |
| 1983 | "Beth frígida"               | BLITZ            | com Antônio Pedro, Ricardo Barreto, Evandro Mesquita |
| 1984 | "Ego Trip"                   | BLITZ            | com Evandro Mesquita, Antônio Pedro, Ricardo Barreto |
| 1984 | "Eu sou free"                | Sempre Livre     | com Ruban                                            |
| 1984 | "Mapa da Mina"               | Sempre Livre     | com Ruban                                            |
| 1984 | "Garota Normal"              | Sempre Livre     | com Ruban                                            |
| 1984 | "Esse seu Jeito Sexy de Ser" | Sempre Livre     | com Evandro Mesquita e Lui                           |
| 1984 | "Noite de Estréia"           | Rádio Táxi       | com Wander Taffo                                     |
| 1984 | "Liberal"                    | Roupa Nova       | com Ruban                                            |
| 1985 | "Dançando na Contra Mão"     | Roupa Nova       | com Ruban                                            |
| 1986 | "Cinderela"                  | Ruban            | com Ruban                                            |
| 1986 | "Pagã"                       | Tânia Alves      | com Ovelar, Baquero                                  |
| 1986 | "17 Graus Abaixo De Zero"    | Evandro Mesquita | com Evandro Mesquita e Ari Mendes                    |
| 1988 | "Perfil do Personagem"       | Evandro Mesquita | com Evandro Mesquita e Celso                         |

## Prêmios e indicações
| Ano  | Prêmio                  | Categoria                | Trabalho            | Resultado | Ref    |
| ---- | ----------------------- | ------------------------ | ------------------- | --------- | ------ |
| 2008 | Prêmio Qualidade Brasil | Melhor Atriz Coadjuvante | Caminhos do Coração | Indicado  | [ 20 ] |